# Francium
Vous lisez un « bon article » labellisé en 2007.
Le francium, connu pendant un temps sous les noms d'éka-césium et actinium K, est l'élément chimique de numéro atomique 87, de symbole Fr. Il fait partie des métaux alcalins. Tous ses isotopes étant radioactifs avec une demi-vie très courte, ce radioélément ne connait pas d’application. Il a été nommé en hommage à la France par Marguerite Perey.
C'est le second élément le plus rare parmi les 92 premiers éléments de la classification périodique, après l’astate : il n'en existerait qu'une trentaine de grammes dans la croûte terrestre. Cette rareté est due à son existence transitoire, en tant que produit de désintégration de l'actinium. La demi-vie de l'isotope le plus stable 223Fr est de 22 minutes, puis il se transforme lui-même en radium par désintégration bêta ou en astate par rayonnement alpha. Cette double radioactivité contribue au fait que l'astate est encore plus rare que le francium, ajouté au fait que les isotopes de l'astate naturel ont tous leurs demi-vies bien inférieures à celle du francium 223.
Le francium a été découvert en 1939 à l'Institut Curie de Paris par Marguerite Perey, en purifiant du lanthane contenant de l'actinium. Il s'agit du dernier élément découvert d'abord dans la nature, avant d'être synthétisé (certains éléments, tel le technétium, ont été découverts dans la nature après avoir été synthétisés en laboratoire).

## Histoire
Dès les années 1870, la communauté des chimistes pensait qu'il devait exister un métal de type alcalin de numéro atomique 87, en dessous du césium dans la classification périodique. Il était alors connu sous le nom provisoire eka-césium. Les équipes de chercheurs essayaient de découvrir et d'isoler cet élément manquant. Au moins quatre annonces prématurées de sa découverte furent faites avant qu'il ne soit effectivement découvert.

### Découvertes erronées ou incomplètes
Le premier scientifique à annoncer avoir découvert l’eka-césium fut le chimiste russe D. K. Dobroserdov. En 1925, celui-ci observa des traces de radioactivité dans un échantillon de potassium (un autre métal alcalin), et en conclut à une contamination de l'échantillon par l'eka-césium. Il publia alors une thèse au sujet de ses prédictions concernant les propriétés de cet élément, dans laquelle il le baptisa russium, du nom de son pays. Peu après, Dobroserdov commença à se concentrer sur sa carrière d'enseignement à l'Institut polytechnique d'Odessa et ne poursuivit pas ses travaux plus avant.
L'année suivante, les chimistes anglais Gerald J. F. Druce et Frederick H. Loring analysèrent des clichés de rayons X du sulfate de manganèse(II). Ils remarquèrent des raies spectrales qu'ils attribuèrent à l'eka-césium. Ils annoncèrent alors leur découverte de l'élément 87 pour lequel ils proposèrent le nom alkalinium, puisque cet élément serait le plus lourd des métaux alcalins.
En 1930, le professeur Fred Allison, de l'Institut polytechnique de l'Alabama, annonça la découverte de l'élément 87 après l'étude de l'effet magnéto-optique d'échantillons de pollucite et de lépidolite. Allison demanda que l'élément soit baptisé virginium, du nom de son État de naissance, et proposa pour symbole Vi et Vm,. Cependant en 1934, le professeur MacPherson, de l'université de Californie à Berkeley, montra que cette découverte était erronée et liée à des problèmes d'appareillage.
En 1936, le physicien roumain Horia Hulubei et sa collègue française Yvette Cauchois étudièrent également la pollucite, cette fois en utilisant un appareil de spectroscopie de rayons-X haute résolution. Ils observèrent plusieurs raies d'émission de faibles intensités qu'ils attribuèrent à l'élément 87. Hulubei et Cauchois publièrent leur découverte et proposèrent de baptiser l'élément moldavium, avec pour symbole Ml, du nom de la Moldavie, province où Hulubei était né. En 1937, ces travaux furent critiqués par le physicien américain F. H. Hirsh Jr. qui rejeta les méthodes d'Hulubei. Hirsh était certain que l'eka-césium n'existait pas dans la nature et qu'Hulubei avait en réalité observé les raies spectrales du mercure ou du bismuth. Hulubei lui répondit que ses équipements et ses méthodes étaient trop précis pour une telle erreur. De ce fait, Jean Baptiste Perrin, lauréat du prix Nobel de physique et mentor d'Hulubei, soutint le moldavium en tant que véritable eka-césium, cela en dépit de la découverte du francium par Marguerite Perey. Perey continua de réfuter les travaux d'Hulubei jusqu'au moment où la découverte de l'élément 87 lui fut attribuée à elle seule.

### Les travaux de Perey
L'eka-césium fut véritablement découvert en 1939 par Marguerite Perey à l'Institut Curie à Paris. Elle travaillait alors à la purification d'un échantillon d'actinium 227, élément se désintégrant avec une énergie de désintégration de 220 keV. Cependant, elle remarqua également des particules émises avec une énergie bien inférieure à 80 keV. Perey pensa que cette décroissance radioactive pouvait être due à la présence d'un produit de désintégration non identifié, produit qui serait éliminé durant la purification mais réapparaîtrait du fait de la désintégration de noyaux d'actinium. Des tests permirent d'éliminer la possibilité de présence de thorium, de radium, de plomb, de bismuth ou de thallium. Les propriétés chimiques du nouveau produit étaient celles d'un métal alcalin (par exemple la coprécipitation avec des sels de césium), ce qui conduisit Perey à penser qu'il s'agissait de l'élément 87, apparu suite à la désintégration de type α de l'actinium 227. Perey tenta alors de déterminer la proportion des désintégrations alpha et bêta pour l'actinium 227. Ses premiers tests lui permirent d'estimer la proportion de désintégration alpha à 0,6 %, valeur qu'elle révisa plus tard à 1 %.
Perey baptisa le nouvel isotope actinium-K, connu à l'heure actuelle sous le nom de francium 223, et en 1946 elle proposa de baptiser catium le nouvel élément. Elle savait en effet qu'il s'agissait de l'élément le plus électropositif de la classification périodique. L'une des supérieures de Perey, Irène Joliot-Curie, s'opposa à ce nom, car, à l'oreille il semblait avoir plus souvent pour origine le mot chat que cation (en anglais cat signifie chat). Perey proposa alors francium, en hommage au pays dans lequel avait eu lieu la découverte. Ce nom fut adopté officiellement par l'Union internationale des chimistes en 1949 et reçut pour symbole Fa, symbole changé peu après en Fr. Le francium fut le dernier élément existant à être découvert à l'état naturel, après le rhénium en 1925. Parmi les travaux de recherche concernant le francium qui furent menés depuis, on peut citer notamment ceux conduits par Sylvain Lieberman et son équipe au CERN dans les années 1970 et années 1980.

## Isotopes
Le francium ne possède aucun isotope stable. Son radioisotope le plus stable, le francium 223, possède une demi-vie inférieure à 22 minutes. À titre de comparaison, le deuxième élément le moins stable, l'astate, possède une demi-vie pour l'isotope le plus stable inférieure à 8,5 heures. Tous les isotopes du francium se désintègrent en formant de l'astate, du radium ou du radon.

## Propriétés
Le francium est le moins stable des éléments plus légers que le seaborgium (numéro atomique 106).
Le francium est un alcalin dont les propriétés chimiques se rapprochent de celles du césium. Étant un élément lourd avec un seul électron de valence, il est l'élément possédant la masse équivalente la plus grande. De même, il est l'élément connu possédant l'électronégativité la plus faible, 0,7 sur l'échelle de Pauling (le deuxième élément le moins électronégatif est le césium, 0,79 sur l'échelle de Pauling). Si du francium liquide pouvait être obtenu, il aurait une tension de surface de 0,050 92 J m−2 à sa température de fusion, ce qui est relativement faible. En utilisant une méthode de calcul basée sur les températures de fusion des composés binaires, celle du Francium a été évaluée à 24,861 ± 0,517 °С.
Le francium coprécipite avec plusieurs sels de césium, comme le perchlorate de césium avec lequel il forme de faibles quantités de perchlorate de francium. La coprécipitation peut être utilisée pour isoler le francium, en adaptant la méthode de coprécipitation du césium de Glendenin et Nelson. Il précipite notamment avec des sels de césium, dont l'iodate, le picrate, le tartrate (il précipite également avec le tartrate de rubidium), le chloroplatinate, et le silicotungstate (en). Il précipite également avec l'acide silicotungstique et l'acide perchlorique, ce qui rend possible d'autres techniques de séparation,. La plupart des sels de francium sont solubles dans l'eau.

## Applications
Du fait de son caractère instable et de sa rareté, il n'y a pas d'application commerciale du francium,,,,. Il n'est utilisé que dans la recherche, à la fois dans le domaine de la biologie et de celui de la physique atomique. Il a été imaginé qu'il puisse être une aide pour le diagnostic de maladies cancéreuses, mais cette application s'est révélée impossible.
La capacité du francium à être synthétisé, confiné et refroidi, alliée à sa structure atomique relativement simple, en ont fait un objet d'études pour des expériences de spectroscopie. Ces expériences ont conduit à la découverte d'informations concernant les niveaux d'énergie et les constantes de couplage entre particules subatomiques. L'étude des rayonnements émis par des ions de francium 210 confinés par laser a permis d'obtenir des données précises quant aux transitions entre niveaux d'énergie atomiques. Les résultats expérimentaux sont proches de ceux prédits par la physique quantique.

## Abondance

### Naturelle
Le francium est le produit de la désintégration de type alpha de l'actinium 227 et existe à l'état de traces dans les minerais d'uranium et de thorium. Dans un échantillon donné d'uranium, la quantité de francium présente est estimée à un atome pour 1018 atomes d'uranium. Par ailleurs, des calculs montrent qu'il n'y aurait pas, en permanence, plus de 30 g de francium dans la croûte terrestre. À ce titre, il s'agit du deuxième élément parmi les 92 premiers éléments de la classification périodique le plus rare dans la croûte terrestre, après l'astate,.

### Synthèse
Le francium peut être synthétisé par la réaction nucléaire 197Au + 18O → 210Fr + 5n. Ce procédé de synthèse, développé à l'université d'État de New York, permet d'obtenir les isotopes de masses atomiques 209, 210 et 211, qui peuvent être ensuite isolés en exploitant un effet magnéto-optique. Par cette méthode, plus de mille atomes de l'élément ont été stockés ensemble pendant une vingtaine de secondes. Le francium a été également obtenu dans un piège magnéto-optique à Legnaro en Italie, au laboratoire LNL de l'INFN. Parmi les autres méthodes de synthèse figurent notamment le bombardement d'atomes de radium par des neutrons ou celui d'atomes de thorium par des protons, ou du deutérium ou de l'hélium ionisé. À l'heure actuelle, il n'a jamais été produit en quantité importante,,,.